# 알버트 왕자의 소고기 필렛
알버트 왕자의 소고기 필렛(Prince Albert Fillet of Beef)은 빅토리아 여왕의 남편을 기리기 위해 명명된 쇠고기 필레를 준비하는 방법이다.
그것은 고전적인 영국 요리의 일부인 것 같고 결코 흔하지는 않지만 일부 영국 호텔과 레스토랑의 메뉴에 있다. 본질적으로, 이것은 파테 드 푸아그라(pate de foie gras) 속을 둥글게 말아낸 후 베이컨으로 싸서 다진 고기 덩어리로 쪄낸 소고기 필레이다.